# Astragalus elezgensis
Astragalus elezgensis es una especie de planta del género Astragalus, de la familia de las leguminosas, orden Fabales.

## Distribución
Astragalus elezgensis se distribuye por Irán.

## Taxonomía
Fue descrita científicamente por Maassoumi & Kaz. Osaloo. Fue publicado en Iranian Journal of Botany 11(2): 141 (-142; fig. 3) (2006).